# Onthophagus curvicarinatus
Onthophagus curvicarinatus là một loài bọ cánh cứng trong họ Bọ hung (Scarabaeidae).